# Femminile Pescara Futsal
La Associazione Sportiva Dilettantistica Femminile Pescara Futsal è una società di calcio a 5 femminile italiana, militante nel campionato di Serie A.

## Storia
Fondata nel 2013 come sezione femminile del Montesilvano, nel 2021, in sinergia con Acqua e Sapone e Pescara, cambia la sua denominazione in "Femminile Pescara Futsal". Due anni più tardi, il club torna a Montesilvano, variando il nome in "G.T.M. Montesilvano", salvo poi tornare alla vecchia denominazione dodici mesi dopo. 

## Palmarès
- Campionato italiano: 3
2010-11, 2015-16, 2020-21
- Coppa Italia (calcio a 5 femminile): 1
2017-18
- Coppa della Divisione: 1
2019-20

## Organico

### Rosa 2023-2024
| N° | Naz.               | Ruolo | Sportivo                | Anno     |  |  |
| -- | ------------------ | ----- | ----------------------- | -------- |  |  |
| 1  | Italia (bandiera)  | POR   | Di Biase Angelica       | 28.01.92 |  |  |
| 4  | Italia (bandiera)  | DIF   | Coppari Ludovica        | 11.12.98 |  |  |
| 5  | Italia (bandiera)  | DIF   | D'Incecco Ersilia       | 10.01.89 |  |  |
| 7  | Brasile (bandiera) |       | Rozo Nathalia           | 03.07.93 |  |  |
| 9  | Italia (bandiera)  |       | Belli Federica          | 02.09.92 |  |  |
| 10 | Brasile (bandiera) |       | Manieri Jessica         | 26.03.90 |  |  |
| 11 | Italia (bandiera)  |       | Discaro Alessia         | 17.10.05 |  |  |
| 12 | Italia (bandiera)  | UNI   | Bruna Borges            | 25.02.92 |  |  |
| 18 | Italia (bandiera)  | POR   | Crocco Guadalupe        | 18.06.03 |  |  |
| 21 | Italia (bandiera)  | POR   | Ricottini Giulia        | 28.08.81 |  |  |
| 27 | Italia (bandiera)  |       | Valendino Alessia       | 18.06.02 |  |  |
| 44 | Brasile (bandiera) | DIF   | De Biase Tatyane "Taty" | 28.03.87 |  |  |
| 99 | Brasile (bandiera) | DIF   | Dal'Maz Rafaela "Pato"  | 31.01.91 |  |  |
|    | Italia (bandiera)  |       | Del Gaudio Vittoria     | 20.04.04 |  |  |